# سیارک ۸۷۴

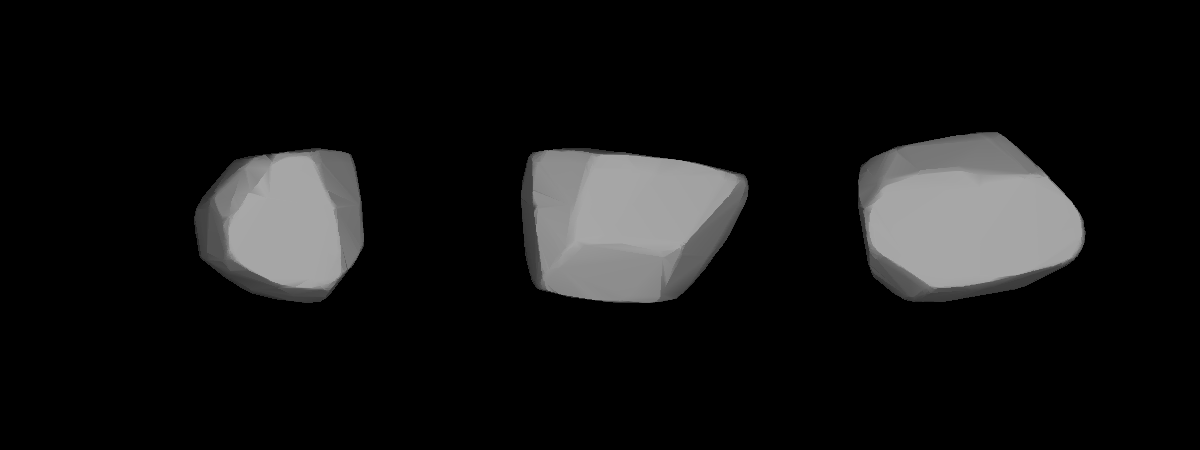
مدل سه‌بُعدی سیارک ۸۷۴ بر اساس منحنی نور آن

سیارک ۸۷۴ (به انگلیسی: 874 Rotraut، نامگذاری:1917CC) هشتصد و هفتاد و چهارمین سیارک کشف شده‌است که در ۲۵ مه ۱۹۱۷ و در هایدلبرگ کشف شد.
قدر مطلق سیارک برابر ۱۰٫۰۰ است.